# Coppa del mondo per club FIFA 2012
La coppa del mondo per club FIFA 2012 (in giapponese: FIFA クラブワールドカップ 2012, FIFA kurabuwārudokappu 2012?; in inglese: FIFA Club World Cup Japan 2012 presented by Toyota) è stata la nona edizione di questo torneo di calcio per squadre maschili di club organizzato dalla FIFA. Si tratta dell'ottava edizione da quando ha sostituito la Coppa Intercontinentale. Si disputa per il secondo anno di seguito in Giappone, dal 6 al 16 dicembre 2012.
Dopo alcune sperimentazioni, come quelle effettuate in alcune passate edizioni della stessa Coppa del mondo per club, sono state utilizzate durante il torneo due tipi di goal-line technology, ovvero dei mezzi finalizzati a segnalare quando il pallone entra effettivamente in rete.
All'International Stadium è stato testato il GoalRef, allo Stadio Toyota invece l'occhio di falco, un sistema già in uso in altri sport. Uno dei due sistemi verrà selezionato per la Confederations Cup 2013. Ad ogni modo non si è reso necessario nessuno dei due sistemi nel corso del torneo.
Vincitore della manifestazione è stato il Corinthians, al secondo successo dopo quello del 2000. Grazie alla vittoria dei brasiliani sul Chelsea, dopo sei anni il titolo è tornato in Sudamerica. Questo è, ad oggi, l'ultimo successo di un club sudamericano nella competizione.

## Formula
La formula del torneo è la stessa dall'edizione del 2008. Partecipano le sei vincitrici delle rispettive competizioni continentali, più la squadra campione nazionale del paese ospitante. Se una squadra del paese ospitante vince il proprio trofeo continentale, al posto dei campioni nazionali partecipa la finalista della competizione internazionale, visto il divieto di partecipazione per più squadre dello stesso paese.
I campioni nazionali del paese organizzatore devono sfidare i rappresentanti dell'Oceania in un turno preliminare, la cui vincente si aggrega alle detentrici dei titoli di Africa, Asia e Centro-Nord America. Le vincenti di questi scontri sfidano in semifinale le vincitrici della UEFA Champions League e della Coppa Libertadores. Oltre la finale per il titolo si disputano gli incontri per il terzo e il quinto posto.

## Stadi
Il Nissan Stadium di Yokohama, durante lo svolgimento della Coppa del mondo per club, torna ad assumere il precedente nome di International Stadium. Ciò a causa di una norma della FIFA che vieta di sponsorizzare i nomi degli stadi utilizzati durante le proprie competizioni.
| International Stadium | Toyota Yokohama | Stadio Toyota    |
| --------------------- | --------------- | ---------------- |
| Località: Yokohama    | Toyota Yokohama | Località: Toyota |
| Capienza: 72 370      | Toyota Yokohama | Capienza: 45 000 |
|                       | Toyota Yokohama |                  |

## Squadre partecipanti
| Squadra             | Data di qualificazione | Confederazione | Qualificata in quanto                        | Partecipazioni       |
| ------------------- | ---------------------- | -------------- | -------------------------------------------- | -------------------- |
| Monterrey           | 24 aprile 2012         | CONCACAF       | Campione CONCACAF Champions League 2011-2012 | 2ª (Ultima nel 2011) |
| Auckland City       | 13 maggio 2012         | OFC            | Campione OFC Champions League 2011-2012      | 4ª (Ultima nel 2011) |
| Chelsea             | 19 maggio 2012         | UEFA           | Campione UEFA Champions League 2011-2012     | 1ª                   |
| Corinthians         | 4 luglio 2012          | CONMEBOL       | Campione Coppa Libertadores 2012             | 2ª (Ultima nel 2000) |
| Ulsan HD            | 10 novembre 2012       | AFC            | Campione AFC Champions League 2012           | 1ª                   |
| Al-Ahly             | 17 novembre 2012       | CAF            | Campione CAF Champions League 2012           | 4ª (Ultima nel 2008) |
| Sanfrecce Hiroshima | 1º dicembre 2012       | AFC            | Campione nazionale 2012 del Giappone         | 1ª                   |

## Arbitri
La FIFA ha selezionato un arbitro per ogni confederazione, più uno di riserva.
AFC
- Nawaf Shukralla
- Alireza Faghani (riserva)

CAF
- Djamel Haimoudi

CONCACAF
- Marco Rodríguez

CONMEBOL
- Carlos Vera

OFC
- Peter O'Leary

UEFA
- Cüneyt Çakir

## Risultati

### Tabellone
Il sorteggio del tabellone è stato svolto il 24 settembre 2012 nella sede della FIFA a Zurigo.
|  | Primo turno   | Primo turno                  |                              |               | Secondo turno | Secondo turno |                             |                             | Semifinali | Semifinali |  |  | Finale | Finale |
|  |               |                              |                              |               |               |               |                             |                             |            |            |  |  |        |        |
|  | Sanfrecce     | 1                            |                              |               |               |               |                             |                             |            |            |  |  |        |        |
|  | Sanfrecce     | 1                            |                              |               |               |               |                             |                             |            |            |  |  |        |        |
|  | Auckland City | 0                            |                              |               | Sanfrecce     | 1             |                             |                             |            |            |  |  |        |        |
|  | Auckland City | 0                            |                              |               | Sanfrecce     | 1             |                             |                             |            |            |  |  |        |        |
|  |               |                              |                              |               | Al-Ahly       | 2             |                             |                             |            |            |  |  |        |        |
|  | Al-Ahly       | 0                            |                              |               | Al-Ahly       | 2             |                             |                             |            |            |  |  |        |        |
|  | Al-Ahly       | 0                            |                              |               |               |               |                             |                             |            |            |  |  |        |        |
|  |               |                              | Corinthians                  | 1             |               |               |                             |                             |            |            |  |  |        |        |
|  |               |                              | Corinthians                  | 1             |               |               |                             |                             |            |            |  |  |        |        |
|  |               |                              |                              |               |               |               |                             |                             |            |            |  |  |        |        |
|  |               |                              |                              |               |               |               |                             |                             |            |            |  |  |        |        |
|  | Corinthians   | 1                            |                              |               |               |               |                             |                             |            |            |  |  |        |        |
|  | Corinthians   | 1                            |                              |               |               |               |                             |                             |            |            |  |  |        |        |
|  |               | Chelsea                      | 0                            |               |               |               |                             |                             |            |            |  |  |        |        |
|  |               |                              | 0                            | Ulsan Hyundai | 1             |               |                             |                             |            |            |  |  |        |        |
|  |               |                              |                              |               |               |               |                             |                             |            |            |  |  |        |        |
|  |               | Monterrey                    | 3                            |               |               |               |                             |                             |            |            |  |  |        |        |
|  | Monterrey     | Monterrey                    | 3                            | 1             |               |               |                             |                             |            |            |  |  |        |        |
|  | Monterrey     | Incontro per il quinto posto | Incontro per il quinto posto | 1             |               |               | Incontro per il terzo posto | Incontro per il terzo posto |            |            |  |  |        |        |
|  |               | Incontro per il quinto posto | Incontro per il quinto posto |               | Chelsea       | 3             | Incontro per il terzo posto | Incontro per il terzo posto |            |            |  |  |        |        |
|  | Sanfrecce     | 3                            | Al-Ahly                      | 0             | Chelsea       | 3             |                             |                             |            |            |  |  |        |        |
|  | Sanfrecce     | 3                            | Al-Ahly                      | 0             |               |               |                             |                             |            |            |  |  |        |        |
|  | Ulsan Hyundai | 2                            | Monterrey                    | 2             |               |               |                             |                             |            |            |  |  |        |        |
|  | Ulsan Hyundai | 2                            | Monterrey                    | 2             |               |               |                             |                             |            |            |  |  |        |        |
|  |               |                              |                              |               |               |               |                             |                             |            |            |  |  |        |        |

### Play-off per i quarti di finale
| Arbitro: | Haimoudi |

|            |           |  |
| Aoyama 66’ | Marcatori |  |

### Quarti di finale
| Arbitro: | Çakir |

|              |           |                            |
| Lee K.H. 88’ | Marcatori | 9’ Corona 77’, 84’ Delgado |

| Arbitro: | Vera |

|          |           |                         |
| Satō 32’ | Marcatori | 15’ Hamdy 57’ Aboutrika |

### Incontro per il quinto posto
| Arbitro: | Shukralla |

|                                   |           |                             |
| Mizumoto 17’ (aut.) Lee Y. 90'+5’ | Marcatori | 35’ Yamagishi 56’, 72’ Satō |

### Semifinali
| Arbitro: | Rodríguez |

|  |           |              |
|  | Marcatori | 30’ Guerrero |

| Arbitro: | Vera |

|                 |           |                                       |
| de Nigris 90+1’ | Marcatori | 17’ Mata 46’ Torres 48’ (aut.) Chávez |

### Incontro per il terzo posto
| Arbitro: | O'Leary |

|  |           |                       |
|  | Marcatori | 3’ Corona 66’ Delgado |

### Finale
| Arbitro: | Çakır |

|              |           |  |
| Guerrero 69’ | Marcatori |  |

## Classifica finale
| Pos. | Squadra             | Confederazione |
| ---- | ------------------- | -------------- |
| 1    | Corinthians         | CONMEBOL       |
| 2    | Chelsea             | UEFA           |
| 3    | Monterrey           | CONCACAF       |
| 4    | Al-Ahly             | CAF            |
| 5    | Sanfrecce Hiroshima | AFC            |
| 6    | Ulsan HD            | AFC            |
| 7    | Auckland City       | OFC            |

## Classifica marcatori
| Gol |  | Minuti giocati | Giocatore           | Squadra             |
| --- |  | -------------- | ------------------- | ------------------- |
| 3   |  | 252'           | César Delgado       | Monterrey           |
| 3   |  | 270'           | Hisato Satō         | Sanfrecce Hiroshima |
| 2   |  | 176'           | Paolo Guerrero      | Corinthians         |
| 2   |  | 243'           | Jesús Manuel Corona | Monterrey           |
| 1   |  | 112'           | Satoru Yamagishi    | Sanfrecce Hiroshima |
| 1   |  | 164'           | Juan Manuel Mata    | Chelsea             |
| 1   |  | 169'           | Fernando Torres     | Chelsea             |
| 1   |  | 180'           | Lee Keun-ho         | Ulsan Hyundai       |
| 1   |  | 180'           | Lee Yong            | Ulsan Hyundai       |
| 1   |  | 181'           | Mohamed Aboutreika  | Al-Ahly             |
| 1   |  | 198'           | Al-Sayed Hamdy      | Al-Ahly             |
| 1   |  | 270'           | Toshihiro Aoyama    | Sanfrecce Hiroshima |
| 1   |  | 270'           | Aldo de Nigris      | Monterrey           |

Autoreti
- 1:  Hiroki Mizumoto (pro Ulsan Hyundai)
- 1:  Dárvin Chávez (pro Chelsea)